# Test Rissera
Test Rissera – test służący do ocenienia dojrzałości kostnej kręgosłupa. 
Test Rissera opiera się na fakcie, że kręgosłup i miednica rozwijają się równolegle i równocześnie kończą swój wzrost. Za pomocą badania RTG łatwo jest stwierdzić zakończenie wzrostu miednicy. Zapowiedzią zakończenia jej wzrostu jest pojawienie się pasma jądra kostnienia na grzebieniach biodrowych, blisko kolca biodrowego przedniego górnego. Następnie jądro to, jako pasmo kostne posuwa się wzdłuż grzebienia w ciągu od pół do półtora roku i po tym czasie dochodzi do kolca biodrowego tylnego górnego. Jest to tzw. wędrówka biodrowej apofizy. Jeśli na radiogramie widać połączenie pasma jądra kostnienia z talerzem kości biodrowej w okolicy kolca tylnego górnego, stwierdza się zakończenie wzrostu miednicy, a więc również kręgosłupa. 
Skala stworzona przez Rissera była początkowo pięciostopniowa (0-IV). IV stopień oznaczał całkowite dojście apofizy do kolca biodrowego tylnego górnego. Potem jednak wielu badaczy zauważyło, że po IV stopniu istnieją jeszcze obszary, gdzie proces kostnienia trwa. Rozszerzono więc skalę o szósty stopień, który uwzględnia etap zrostu apofizy z talerzem biodrowym. 
Test Rissera ma duże znaczenie praktyczne w diagnostyce i leczeniu skoliozy, ponieważ czynny proces skoliotyczny zostaje zahamowany z chwilą zakończenia kostnienia kręgosłupa.